# 자아개념

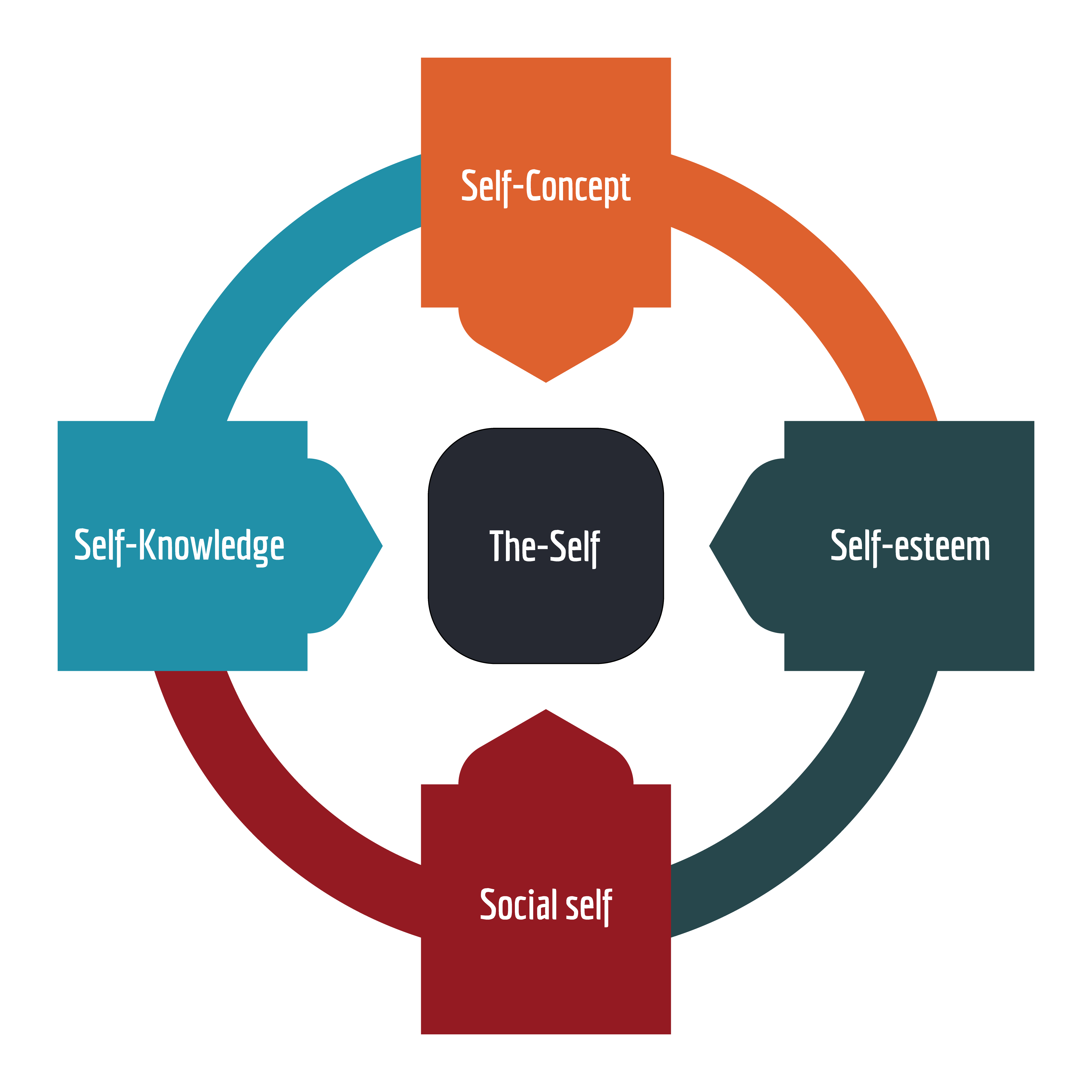

자아개념(自我槪念) 또는 자기 개념(Self-concept)은 사회적인 맥락속에서 능력, 태도, 느낌을 포함한 자신에 대한 주관적인 인식 개념을 말한다. 긍정이나 부정 또는 어느 한가지가 아닌 양극으로 연결된 연속성의 성질이다. 세부적으로 예를 들면 긍정적 자아 개념, 중립적 자아 개념으로 나눠볼 수 있다. 현대에 이르러 어린시절에는 부모와 형제와 같은 가족 또는 교육기관에 속해서 매우 큰 영향을 받으며, 이후 친구, 선생님 , 우상 등으로 범위가 확대된다고 여겨진다. 

## 자기 개념
심리학에서 자아개념 또는 자기개념은  '자기와 타인의 관계에서 자기에 대한 인식, 자기의 신체적 특징, 자기의 성격과 능력 따위를 스스로 이해하는 모습이다'라고 말할 수 있다.  이러한 맥락에서 신체적 자기개념(身體的自己槪念)은 자신의 신체에 대한, 전반적 생각 또는 개념으로 자신의 비만, 유연성, 근력 따위에 대한 생각 또는 개념을 뜻한다. 한편 생리학적 개체발생학적으로 생후 약18~24개월을 전후해서 자기개념이 발달한다는 사실이 받아들여지고 있다.

## 문화
많은 연구결과에서 문화는 자기개념의 형성에 있어서 필수적인 환경이다. 가장 대표적인 요소로는 사회와 가정의 환경속에서 언어를 습득하는 유년기 과정을 거치지 않고서는 사회의 한 구성원인 인간으로서 자립하는 것이 사실상 불가능하다고 알려져있다.
이 경우 자립에 대해 기술할 때 심리학자들은 사회구성원으로서 개체의 독립성뿐만 아니라 적절한 의존성을 포함하는 것을 전제로 제시한다.

## 같이 보기
- 내성(introspection)
- 마음이론(theory of mind)
- 자기(the self)
- 자기실현적 예언(self-fulfilling prophecy)
- 자기의식(self-consciouseness)
- 자기인식이론(self-perception theory)
- 자아(ego)
- 자아존중감(self-esteem)
- 자아중심주의(egocentrism)
- 자의식(self-awareness)
- 통찰